# Hiroshi Yamamoto
Hiroshi Yamamoto (n. 31 octombrie 1962, Yokohama, Japonia) este un arcaș ce a reprezentat Japonia, medaliat olimpic. A participat la 5 ediții ale Jocurilor Olimpice (1984, 1988, 1992, 1996, 2004) în care a câștigat o medalie de argint și o medalie de bronz.